# میگل آنخل لوک
میگل آنخل لوک (انگلیسی: Miguel Ángel Luque؛ زادهٔ ۲۳ ژوئیهٔ ۱۹۹۰) بازیکن فوتبال اهل اسپانیا است.
از باشگاه‌هایی که در آن بازی کرده‌است می‌توان به باشگاه فوتبال پوشکاش، باشگاه فوتبال بارسلونا بی، باشگاه فوتبال اتلتیکو مادرید بی، و باشگاه فوتبال راپید بخارست اشاره کرد.
وی همچنین در تیم ملی فوتبال زیر ۱۹ سال اسپانیا بازی کرده‌است.